# Id (Unix)
Az id  egy olyan Unix program, amely kiírja a felhasználó azonosítóját (User identifier, UID).
Példák:
```
foobar@darkstar:~$ id
uid=10051(foobar) gid=100(users) groups=100(users)
```

A root azonosítója 0.
A whoami parancs kiírja a felhasználónak a nevét is.